# Bill Kirchner
William Joseph „Bill“ Kirchner junior (* 31. August 1953 in Youngstown, Ohio) ist ein US-amerikanischer Jazz-Saxophonist (insbesondere Sopran, aber auch Tenor, Alt), Jazz-Pädagoge, Schallplatten- und Radioproduzent, Jazzhistoriker, Bandleader, Komponist und Arrangeur.

## Leben und Wirken
Kirchner spielte Klarinette mit sieben Jahren und Saxophon mit 12 und Flöte mit 14 Jahren, u. a. in der High School Band. Er machte 1975 am Manhattan College in New York City seinen Bachelor-Abschluss in Literatur. Er studierte aber privat bei Lee Konitz und Harold Danko und später mit einem NEA Stipendium Arrangement bei Rayburn Wright an der Eastman School of Music.
Danach zog er nach Washington, D.C., wo er u. a. in der Big Band von Mike Crottey, in der Band von Bernhard Sweetney und eigene Gruppen leitete. Ab Ende der 1970er Jahre schrieb er auch u. a. für Down Beat, Jazz Magazine, die Washington Post und die spätere JazzTimes. 1980 zog er wieder nach New York, wo er das „Bill Kirchner Nonet“ gründete, das Kirchners eigene Kompositionen und Arrangements spielt. Sein Debütalbum „What is to be Frank“ erschien 1983 (Sea Breeze).
Als Produzent und Herausgeber von Reissues arbeitete er ab 1992 für Labels wie Blue Note Records, Fantasy Records, BMG, Mosaic Records, Columbia Records, Verve Records. Er ist Dozent für Jazztheorie und Jazzgeschichte an der New School University in New York City und unterrichtet auch am Manhattan College of Music. 1996 erhielt er einen Grammy für die Liner Notes zu „Miles Davis and Gil Evans:The Complete Columbia Studio Recordings“. Außerdem war er 1979 am Oral History Programm der NEA beteiligt (er interviewte u. a. Eddie Sauter) und später an dem des Smithsonian.
Kirchner spielte u. a. mit Anita O’Day, Sheila Jordan (mit seinem Nonett auf dem Chicago Jazz Festival), Mel Lewis, Tito Puente, Mario Bauzá, Michael Abene, Marc Copland, Reggie Johnson, Jackie Cain. Als Arrangeur arbeitete er u. a. für Dizzy Gillespie („Tanga“ für „Live at the Royal Festival Hall“), Bob Wilber und Lee Konitz. 2014 legte er das Album Lifeline (Jazzheads) vor, das er bereits 2001 mit Musikern wie Dick Oatts und Ralph LaLama eingespielt hatte. 2015 folgte das Album An Evening of Indigos (JazzHeads), das er nur auf dem Sopransaxophon mit Holli Ross, Jim Ferguson und Carlton Holmes eingespielt hatte.
Neben Saxophon spielt er auch Flöte und Klarinette.

## Schriften
- Herausgeber „The Oxford Companion to Jazz“, Oxford University Press 2000, ISBN (von der Jazz Journalist Association zum besten Jazzbuch 2001 gewählt).
- Herausgeber „A Miles Davis Reader“, Smithsonian Institution Press 1997

## Belege
1. ↑  Core Faculty der Jazz Studies an The New School, abgerufen am 19. Oktober 2015.

| Personendaten    | Personendaten                                                             |
| ---------------- | ------------------------------------------------------------------------- |
| NAME             | Kirchner, Bill                                                            |
| ALTERNATIVNAMEN  | Kirchner, William Joseph (vollständiger Name)                             |
| KURZBESCHREIBUNG | US-amerikanischer Jazz-Saxophonist, Arrangeur, Komponist, Hochschullehrer |
| GEBURTSDATUM     | 31. August 1953                                                           |
| GEBURTSORT       | Youngstown, Ohio                                                          |